# Saffarides
Ne doit pas être confondu avec Safavides.
861–1003
Entités précédentes :
- Califat abbasside
- Tahirides

Entités suivantes :
- Samanides

La dynastie des Saffarides de Perse gouverne un éphémère empire centré sur le Seistan, une région frontalière entre l'Afghanistan et l'Iran actuels, entre 861 et 1003. La capitale des Saffarides est située à Zarandj dans l'actuel Afghanistan. 

## Histoire
La dynastie est fondée par Ya`qûb ben Layth as-Saffâr, un homme d'origine modeste qui commence obscurément sa vie comme chaudronnier dans l'est de l'Iran, d'où son qualificatif de ( صفار saffâr, « cuivre »), qui donne son nom à la dynastie. Avec une armée composée à l'origine de milices plus ou moins contrôlées, majoritairement sunnites mais avec de nombreux kharidjites venus de Perse, battus et pourchassés par les gouverneurs omeyyades, Ya'kûb prend le contrôle de la région du Seistan, conquérant ensuite la plus grande partie de l'Iran actuel en utilisant cette région comme base de ses conquêtes. En 871, venant de Balkh, Ya'kûb ravage les temples bouddhistes de Bâmiyân avant de conquérir Kaboul et d'en chasser les Turki Shahis. Dès lors, ces territoires, jusque-là voués au bouddhisme, vont progressivement se convertir à l'islam.
À sa mort, il avait conquis le Khorassan (mettant ainsi un terme à la dynastie régionale des Tahirides) ainsi que des parties du nord de l'Inde et de l'ouest de l'Iran, atteignant presque Bagdad. L'empire saffaride ne survit guère à la mort de Ya`qûb. 
Son frère et successeur `Amr ben Layth, battu par les Samanides en 900, sera contraint de restituer le Khorassan. Les Saffarides sont par la suite confinés à la région du Seistan, leur rôle étant réduit à celui de vassaux des Samanides et de leurs successeurs Seldjouks et Mongols jusqu'à la fin du XVesiècle.

## Dynastie
La dynastie des Saffarides, jusqu'à la conquête ghaznévide, se constitue comme suit :
- Ya`qûb ben Layth as-Saffâr (867-879)
- `Amr ben Layth (879-901)
- Tâhir ben Muhammad ben `Amr (901-908)
- Layth ben `Alî (908-910)
- Muhammad ben `Alî (910-912)
- `Amr bin Ya`qûb ben Muhammad ben `Amr (912-913)
- Ahmad ben Muhammed bin Khalaf bin Layth bin `Alî (922-963)
- Walî ad-Dawlah Khalaf ben Ahmad (963-1003)[2]